# Miikka Ruokanen
Miikka Ruokanen, född 11 april 1953 i Rovaniemi, är en finländsk teolog.
Ruokanen blev teologie doktor 1982. Han var 1983–1985 tillförordnad biträdande professor i socialetik vid Helsingfors universitet, 1991–1993 professor i systematisk teologi och är sedan 1993 professor i dogmatik. Sedan 2000 har han även varit gästprofessor vid olika universitet i Kina.
I sin doktorsavhandling (1982) behandlade han Gerhard Ebeling, en av efterkrigstidens mest kända lutherska teologer i Tyskland. Därefter har han skrivit om Luthers bibelsyn (1985, 1986) och om teologisk hermeneutik (1987). Ett av sina specialintressen, kinesisk kultur, har han behandlat i boken Christianity and Chinese culture, som han redigerade 2004.